# Șandra (Timiș)

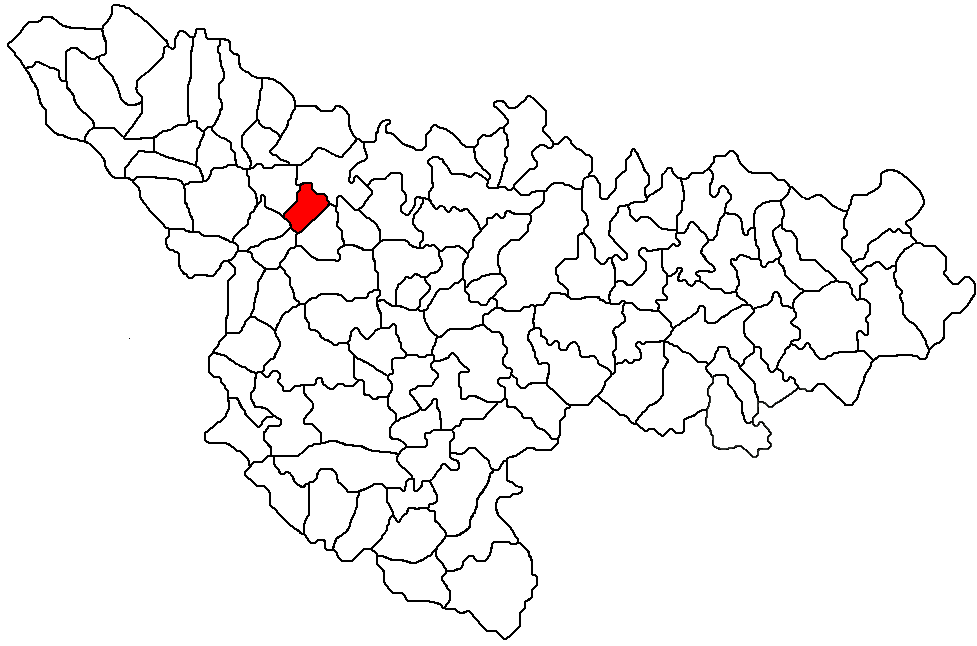
Lage der Gemeinde Șandra im Kreis Timiș

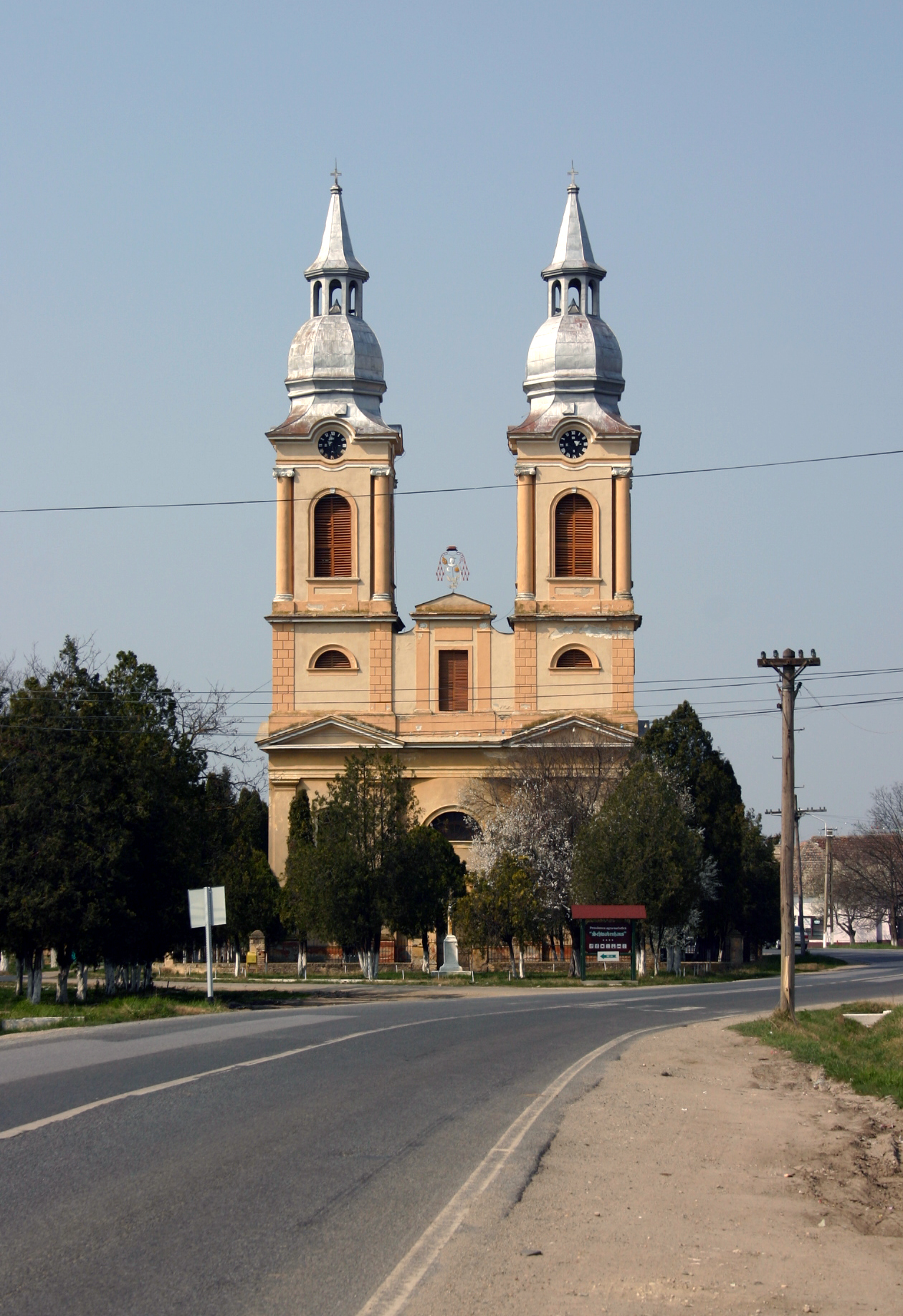
Kirche von Alexanderhausen

Șandra (deutsch Alexanderhausen, ungarisch Sándorháza) ist eine Gemeinde im Kreis Timiș in der Region Banat im Südwesten Rumäniens. Sie liegt 35 km nordwestlich von Timișoara (Temeswar), auf halber Strecke zwischen Timișoara und Sânnicolau Mare.

## Nachbarorte
| Lovrin    | Periam                                      | Variaș    |
| Bulgăruș  | Kompassrose, die auf Nachbargemeinden zeigt | Satchinez |
| Lenauheim | Iecea Mare                                  | Biled     |

## Ortsname
Am 1. Januar 1833 wurde ein Ansiedlungskontrakt zwischen den Grundherren und den künftigen Ansiedlern unterzeichnet und in Pressburg durch den Bischof des Agramer Bistums Alexander Alagovich ratifiziert, nach welchem das Dorf bei der Ansiedlung Alexandria oder Sàndorháza benannt wurde. Nachdem ein Teil des Banats 1920 Rumänien zugeteilt wurde, bekam der Ort den rumänischen Namen Șandra. In der Alexanderhausener Mundart nennt man den Ort Schanderhaas.

## Dorfplanung
Charakteristisch für das Alexanderhausen ist der streng quadratische und symmetrische Ortsplan. In der Dorfmitte befindet sich das sogenannte Rondell. Das Wahrzeichen von Alexanderhausen ist die doppeltürmige Kirche im Rondell, mit dem Ewigen Licht als Mittelpunkt des Rondells und des Dorfes. Die Häuser um das Rondell sind in einem Kreis angelegt. Das Rondell selbst besteht aus vier Vierteln. In jedem Viertel befindet sich eine kleine Kapelle. Zum Gedenken der 62 Opfer des Ersten Weltkriegs wurde im Rondell ein Kriegerdenkmal errichtet. Anlässlich der Feier des einhundertjährigen Bestehens der Gemeinde Alexanderhausen, am 4. Juni 1933, wurde das Denkmal eingeweiht. Die anderen drei Viertel des Kreises sind mit Bäumen bepflanzt. In einem der Viertel stand einst das „Freiheitsdenkmal“. Auf einem Erdhügel stand eine etwa 3 m hohe Marmorsäule, darauf ein Adler mit ausgebreiteten Flügeln. Das Denkmal sollte an die Revolution von 1848/49 erinnern. Dieses Denkmal wurde 1944 durch eine Verordnung der rumänischen Regierung abgetragen. Auch die zwei Friedhöfe mit ihren Friedhofskapellen und die Wegkreuze außerhalb des Dorfes sind haargenau symmetrisch zum Ortsmittelpunkt angelegt, wie es auch die zwei Rossmühlen des Dorfes ehemals waren.

## Geschichte
Im Jahre 1833 wurden 140 Familien angesiedelt, etwa 700 Personen. Sie kamen aus: Bogarosch, Lenauheim, Grabatz, Triebswetter, Nero, Billed, Wiseschdia, Nitzkydorf, Großjetscha, Tschanad, Gottlob, Lovrin, Kleinjetscha, Groß-Sankt-Nikolaus und Warjasch. Im Jahre 1842 lebten schon 1231 Deutsche sowie 16 Serben und Rumänen in Alexanderhausen. 1852 wurden weitere 59 Kleinhäusler aus den umliegenden Dörfern angesiedelt. Anlässlich der Feier des hundertjährigen Bestehens der Gemeinde Alexanderhausen, am 4. Juni 1933, wurde das Kriegerdenkmal eingeweiht.
Alexanderhausen hatte im Ersten Weltkrieg von 170 Soldaten 62 Gefallene zu beklagen.
Am 4. Juni 1920 wurde das Banat infolge des Vertrags von Trianon dreigeteilt. Der größte, östliche Teil, zu dem auch Alexanderhausen gehörte, fiel an Rumänien. 1923 erhielt Alexanderhausen die amtliche Bezeichnung Șandra.
1941 trat Rumänien an der Seite Deutschlands in den Krieg. 1943 wurde das zwischenstaatliche Abkommen über die Einreihung rumänischer Staatsbürger deutscher Nationalität in die deutsche Wehrmacht abgeschlossen. Alexanderhausen hatte im Zweiten Weltkrieg 61 Gefallene von insgesamt 200 Soldaten zu beklagen. 1944 fand der Seitenwechsel Rumäniens statt. Von den 170 Alexanderhausener, die im Januar 1945 zur Zwangsarbeit in die Sowjetunion deportiert wurden, starben 29 während der Deportation. Infolge des Bodenreformgesetzes von 1945 fand die Enteignung der Deutschen statt. Eine weitere Folge des Krieges war die Deportation von Deutschen aus dem Grenzgebiet zu Jugoslawien in die Bărăgan-Steppe. Diese Deportation setzte in der Nacht vom 17. zum 18. Juni 1951 ein. Aus Alexanderhausen wurden 17 Familien deportiert.
Im Jahre 1945 standen im Ort 464 Häuser. Am 1. Juni 1968 wurde Alexanderhausen zu Biled eingegliedert. 2004 erhielt Șandra dann erneut den Status einer Gemeinde.

## Wirtschaft
Durch die Unterzeichnung des Ansiedlungskontraktes standen die Ansiedler zur Grundherrschaft im Pachtverhältnis. Sie bekamen von dieser auf Lebenszeit je 30 Joch Feld und einen Hausplatz zur vollen Nutznießung. Für die überlassenen Felder und Hausplätze mussten die Ansiedler der Grundherrschaft eine Menge großer Gegenleistungen bieten. Nach jahrelangem Bemühen der deutschen Ansiedler wurden sie am 17. Juli 1868 von den Verpflichtungen des Ansiedlungskontraktes befreit. Es handelt sich um den von Bischof Georg Haulik unterzeichneten Ablösungsvergleich. Die Gemeinde Alexanderhausen war also frei, allerdings gegen eine sehr große Abfindungssumme.
1890 wurde die erste Dampfdruschgesellschaft in Alexanderhausen gegründet. 1894 erhielt Alexanderhausen Bahnverbindung über die Strecke Temeswar-Tschanad. 1898 fand die Gründung des Bauernvereins statt. Infolge des Bodenreformgesetzes von 1945 wurde 1949 die Kollektivwirtschaft gegründet. Durch das Nationalisierungsgesetz vom 11. Juni 1948, das die Verstaatlichung aller Industrie- und Handelsbetriebe, Banken und Versicherungen vorsah, fand die Enteignung aller Wirtschaftsbetriebe statt.
1955 erfolgte die Elektrifizierung des Dorfes durch ein Stromaggregat in der Strommühle von Georg Burian und Magdalena Graf. 1968 wurde Erdöl in der Gegend von Șandra entdeckt, was zusätzliche Arbeitsplätze sicherte. 1974 wurden die Trinkwasserbrunnen durch eine Wasserleitung abgelöst.

## Kulturleben
Es gab eine lange Musiktradition in Alexanderhausen. Der Männergesangverein wurde 1891 gegründet und 1938 der gemischte Chor. Schon vor dem Ersten Weltkrieg bestand eine Blasmusikkapelle unter der Leitung von Nikolaus Hummel. Ihm folgte der Kapellmeister Jakob Henzl. Nach 1944/45 führte Kapellmeister Josef Lammert diese Tradition fort und leitete später auch eine Knabenkapelle. Außer der Blasmusikkapelle gab es in Alexanderhausen auch noch das Streichmusik-Orchester der Familie Klein. Adam Lefort, einer der Schüler von Klein, leitete eine Schulkinder-Musikkapelle mit großem Erfolg. 1950 wurde ein neues Streichmusik-Orchester gegründet und spielte unter der Leitung von Josef Ihm, der auch bei der Blasmusik mitspielte. Die Leitung der Blaskapelle übernahmen später Ewald Stefan, Norbert Pinczes, Horst Lesch und als letzter leitete die Blaskapelle Werner Simone.
Durch die kulturelle Tätigkeit der Lehrer von Alexanderhausen wurden Laienspielgruppen, ein Chor und eine Volkstanzgruppe gegründet. Die Volkstanzgruppe unter der Leitung von Lehrerin Margarete Grawisch wurde sogar Sieger bei einem Wettbewerb der Banater Volkstanzgruppen.
Der Sport war schon immer in Alexanderhausen beliebt. Früher wurde in den Dorfwirtschaftshäusern Billard und gelegentlich auch Schach gespielt. In den Sommermonaten wurde außer Völkerball auch Fußball gespielt. Einmal jährlich fanden die Pokalspiele statt. Im Jahre 1936 wurde eine Handballmannschaft gegründet. 1933 gab es schon eine Fußballmannschaft. Ab 1950 wurden sogar Meisterschaftsspiele ausgetragen. In dem gleichen Jahr hat auch die Handballmannschaft an der Meisterschaft des Kreises Timiș teilgenommen. 1965 wurde das neue Kulturhaus fertiggestellt.

## Demografie
| Volksgruppe | 1930 | Prozente |
| ----------- | ---- | -------- |
| Rumänen     | 132  | 7,12 %   |
| Ungarn      | –    | –        |
| Deutsche    | 1722 | 92,89 %  |
| Andere      | –    | –        |
| Gesamt      | 1854 | 100 %    |

| Volksgruppe | 1977 | Prozente |
| ----------- | ---- | -------- |
| Rumänen     | 1394 | 63,66 %  |
| Ungarn      | 51   | 2,33 %   |
| Deutsche    | 710  | 32,43 %  |
| Andere      | 35   | 1,60 %   |
| Gesamt      | 2190 | 100 %    |

| Volksgruppe | 1992 | Prozente |
| ----------- | ---- | -------- |
| Rumänen     | 2014 | 94,16 %  |
| Ungarn      | 27   | 1,27 %   |
| Deutsche    | 84   | 3,93 %   |
| Andere      | 14   | 0,66 %   |
| Gesamt      | 2139 | 100 %    |

| Volksgruppe | 2021 |
| ----------- | ---- |
| Rumänen     | 2710 |
| Ungarn      | 12   |
| Deutsche    | 15   |
| Andere      | 194  |
| Gesamt      | 2931 |

## Zeittafel
- 1833 – Gründung von Alexanderhausen durch Ansiedlung von 140 Familien aus den umliegenden Dörfern: Bogarosch, Grabatz, Lenauheim, Billed, Warjasch. Alexanderhausen gehört dem Komitat Torontal an.
- 1836 – Gründung der Pfarrei und Bau der barocken doppeltürmigen Pfarrkirche, das Wahrzeichen von Alexanderhausen.
- 1842 – Es leben 1231 Deutsche und 16 Serben und Rumänen im Ort
- 1848 – Beginn der bürgerlichen Revolution. Das Banat ist auch von den Revolutionswirren betroffen.
- 1849 – Das Banat wird wieder österreichisches Kronland.
- 1852 – Weitere 59 Kleinhäusler werden aus den umliegenden Dörfern angesiedelt.
- 1860 – Der „Ausgleich“ innerhalb der Doppelmonarchie. Das Banat fällt erneut an Ungarn.
- 1890 – Gründung der Dampfdruschgesellschaft.
- 1894 – Alexanderhausen erhält Bahnverbindung über die Strecke Temeswar-Tschanad.
- 1898 – Gründung des Bauernvereins.
- 1913 – Schon vor dem Ersten Weltkrieg bestand eine Blasmusikkapelle aus 10 Mann unter der Leitung von Nikolaus Hummel.
- 1914 bis 1918 – Erster Weltkrieg. Alexanderhausen beklagt 62 Tote von insgesamt 170 Soldaten.
- 1916 – Kriegseintritt Rumäniens auf Seiten der Alliierten.
- 1918 – Zerfall der k.u.k. Monarchie. Ausrufung der Autonomen Banater Republik.
- 1919 – Rumänien unterzeichnet den Minderheitenschutz.
- 1920 – Der Friedensvertrag von Trianon hat die Dreiteilung des Banats zur Folge: Alexanderhausen fällt an Rumänien.
- 1923 – Die Zweihundert-Jahr-Feier der Ansiedlung der Deutschen im Banat wird am 28. September 1923 in Temeswar gefeiert.
- 1929 – Gründung der Freiwilligen Feuerwehr in Alexanderhausen.
- 1933 – Einweihung des Kriegerdenkmals; Gründung des Fußballvereins in Alexanderhausen.
- 1936 – Gründung des Alexanderhausener Handballvereins.
- 1939 – Ausbruch des Zweiten Weltkrieges.
- 1941 – Kriegseintritt Rumäniens an der Seite des Deutschen Reiches
- 1943 – Zwischenstaatliches Abkommen über die Einreihung rumänischer Staatsbürger deutscher Zugehörigkeit in die deutsche Wehrmacht. Alexanderhausen stellt 200 Soldaten, davon kehren 61 nicht mehr zurück.
- 1944 – Seitenwechsel Rumäniens; viele ergreifen die Flucht.
- 1945 – Deportation aller deutschen Frauen und Männer in arbeitsfähigem Alter in Arbeitslager nach Russland; von den 170 Deportierten sterben 29 im Lager.
- 1945 – Bodenreformgesetz; Enteignung der Deutschen.
- 1948 – Kapellmeister Josef Lammert leitete die Blasmusikkapelle und eine Knabenkapelle. Außer der Blasmusikkapelle besaß Alexanderhausen eine Streichmusik in Form einer Familientradition der Familie Klein.
- 1949 – Gründung der Kollektivwirtschaft.
- 1951 – Zwangsevakuierung in die Baragan-Steppe; 17 Familien aus Alexanderhausen werden verschleppt.
- 1955 – Die ersten Baragan-Deportierten kehren heim und erhalten ihre Häuser zurück.
- 1955 – Elektrifizierung des Dorfes durch ein Stromaggregat in der Strommühle von Georg Burian und Magdalena Graf.
- 1965 – Bau des neuen Kulturhauses in Alexanderhausen.
- 1967 – Die Bundesrepublik Deutschland nimmt diplomatische Beziehungen zu Bukarest auf; der Beginn der Ausreisewelle nach Deutschland.
- 1968 – Erdöl wird in der Gegend von Alexanderhausen entdeckt.
- 1974 – Die Trinkwasserbrunnen werden durch die Wasserleitung abgelöst.
- 1989 – Die Revolution in Rumänien.